# Punt (barca)

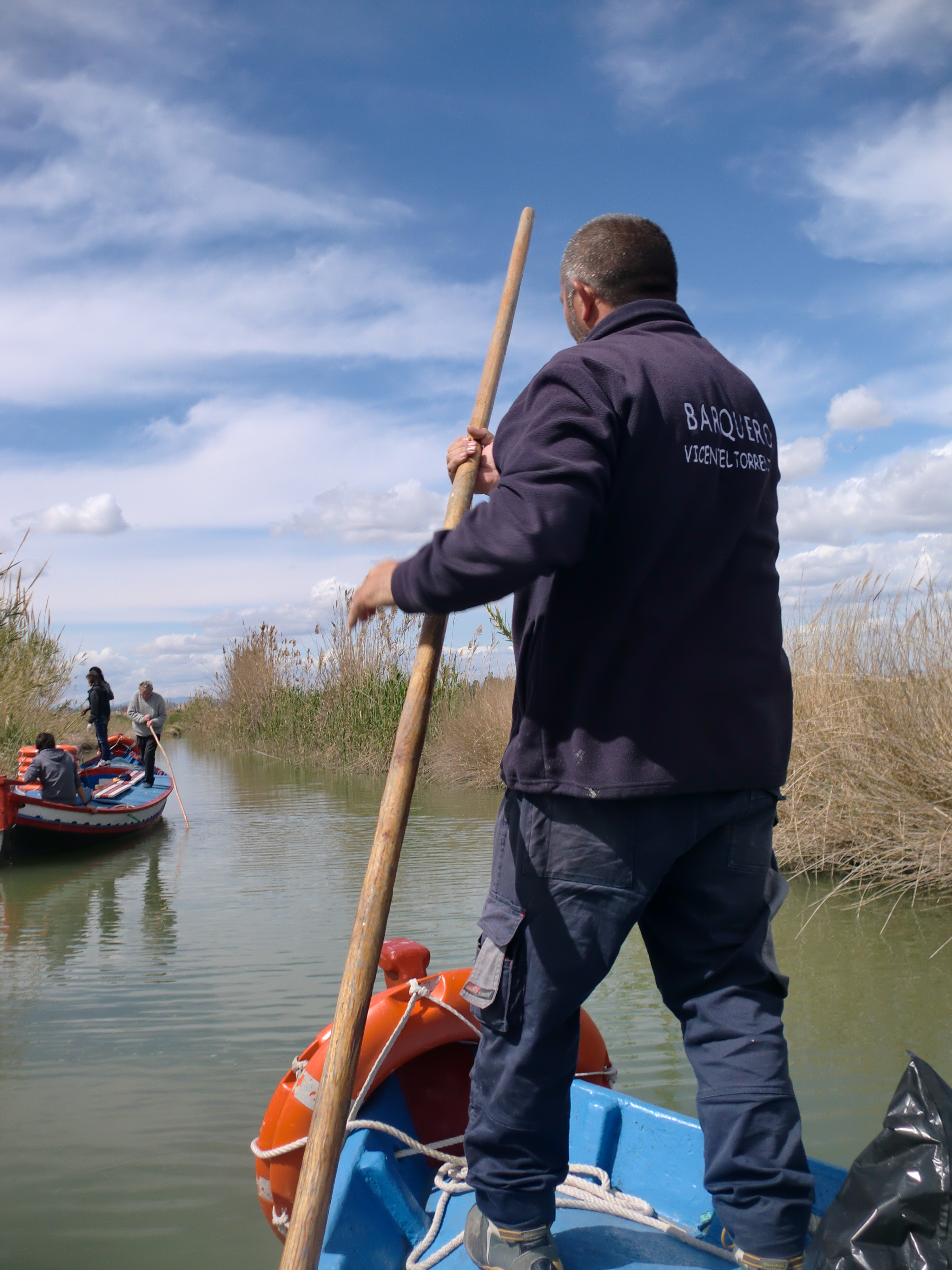
Pescador de l'Albufera amb la perxa.

Un punt és una barca de fons pla i proa quadrada, emprada per a desplaçar-se en rius tranquils i estanys de poca fondària a Anglaterra. Punting és la denominació anglesa de navegar en un punt. El tripulant navega empenyent una perxa, mentre va recolzant la punta submergida en el fons.
Originalment els punts eren barques de transport. També s'empraven com a plataforma de tir per a caçar aus aquàtiques o pescar amb ham. Actualment el seu ús principal és com a barques de passeig.
Per la forma de navegar s'assemblen molt a les barques de l'Albufera de València.

## Perxes de propulsió
Les perxes per al punt d'esbarjo són normalment fetes de picea, o alumini. Un perxa normal té aproximadament de 12 a 16 peus (4–5 m) i pesa aproximadament 10lb (5 kg). A Oxford i Cambridge utilitzen normalment unes perxes amb una llargària de 4,5 m (15 ft).
L'extrem inferior de la perxa està cobert amb una sabata "de metall", un tros de metall arrodonit per protegir el cap d'avall de la perxa. Aquesta sabata de vegades està feta amb la forma d'una cua d' oreneta.